# スルー・ライン
スルー・ライン（英語：The through line、「一貫した線」の意、spineとも、「脊柱」の意）は、ロシアの演出家であるコンスタンティン・スタニスラフスキーが最初に示唆した演劇用語である。登場人物化（Characterization）について役者が考えるための単純化された方法である。スタニスラフスキーの信じるところによれば、俳優は、いかなる「ユニット」においても、演じる登場人物が動作をし、あるいはしようとこころみること（ゴール）を理解するだけであるべきではなく、これらの「オヴジェクティヴ（目標）」に相互にリンクし、登場人物をナラティヴ（説話）を通じて押し出されるところの「スルー・ライン」をも、理解する努力をするべきなのである。

## 関連事項
- キャラクター化（Characterization）
- ナラティヴ、説話（Narrative）
- スタニスラフスキー・システム